# Panacela rufescens
Panacela rufescens är en fjärilsart som beskrevs av Walker 1865. Panacela rufescens ingår i släktet Panacela och familjen Eupterotidae. Inga underarter finns listade i Catalogue of Life.